# Bulbul à sourcils d'or
Acritillas indica
Genre
Espèce
Statut de conservation UICN

 LC  : Préoccupation mineure
Le Bulbul à sourcils d'or (Acritillas indica) est une espèce d'oiseaux de la famille des Pycnonotidae, la seule du genre Acritillas ou parfois placée dans le genre Iole.

## Répartition
Cette espèce vit en Inde et au Sri Lanka.

## Liste des sous-espèces
- Acritillas indica icterica (Strickland, 1844) — Ghats occidentaux et orientaux
- Acritillas indica indica (Jerdon, 1839) — sud-ouest de l'Inde et Sri Lanka
- Acritillas indica guglielmi (Ripley, 1946) — sud-ouest du Sri Lanka